# アンダ・ゲーザ
アンダ・ゲーザ（Anda Géza [ˈɒndɒ ˌge̝ːzɒ], 1921年11月19日 ブダペスト - 1976年6月14日）は、ハンガリー出身のクラシック音楽のピアニスト。

## 生涯
王立ブダペスト音楽院にてドホナーニ・エルネーに師事し、19歳でリスト・フェレンツ賞を受賞した。第二次世界大戦中は奨学金を得てベルリンに留学するが、1943年にスイスに亡命し、その地に定住した（1955年にスイス国籍を取得）。1960年にエドウィン・フィッシャーの後任としてルツェルンでマスタークラスを主宰した。1976年にガンのため逝去した。

## 演奏について
フルトヴェングラーをして「ピアノの吟遊詩人」と言わしめたように、ピアノ曲の抑制の効いた演奏を保ち続けた。同胞バルトークの作品に力を注ぎ、フェレンツ・フリッチャイの指揮でバルトークのピアノ協奏曲全曲を演奏・録音している。さらに、ベートーヴェンやシューマン、ショパン、リスト、ブラームスを得意とした。全盛期においては、美しい音と自然で滑らかな演奏技巧ゆえに驚異的な演奏家と見なされていた。古典派やロマン派をレパートリーとした。
1950年代末から、演奏会でモーツァルト作品の力強い演奏を披露し、またモーツァルトのピアノ協奏曲の全曲演奏も行なった。その有名な一例が、モーツァルテウムのカメラータ・ザルツブルクと共演した一連の録音である。とりわけ《第21番》の録音は、映画「みじかくも美しく燃え」のサウンドトラックに転用されたことによってとりわけ名高い。
1979年よりコンクール・ゲーザ・アンダが開催され、国際的に著名なピアニストを世に送り出している。

## 著作
カデンツァを自作して、出版していた。
Kadenzen zu Klavierkonzerten von W. A. Mozart. [Kadenzen zu KV 37, 39, 41, 175, 238, 246, 271, 413, 456, 466, 467, 482, 491, 503, 537 und 595]. Bote & Bock, Berlin 1973.

## ディスコグラフィー
- 1950 - Frédéric Chopin, Géza Anda, Philharmonia Orchestra, Alceo Galliera – Erstes Klavierkonzert E-Moll Op.11
- 1959-60 - Bartók / Géza Anda, Ferenc Fricsay / Radio-Symphonie-Orchester Berlin – Klavierkonzerte 1 - 3 / The Piano Concertos / Les Concertos Pour Piano
- 1964-7 - Edvard Grieg – Géza Anda, Rafael Kubelik, Herbert von Karajan – Concerto Pour Piano / Peer Gynt
- 1967 - Johannes Brahms, Edvard Grieg, Géza Anda, Herbert Von Karajan, Berliner Philharmoniker – Klavierkonzert Nr. 2 B-Dur/Klavierkonzerte A-moll
- 1961-9 - Mozart / Camerata Academica Des Salzburger Mozarteums, Géza Anda – KlavierkonzertePiano Concertos - Nos. 6, 17 & 21
- 1973 - Géza Anda - Tschaikowsky* - Radio-Sinfonieorchester Stuttgart - Ferdinand Leitner – Klavierkonzert Nr.1 B-Moll
- 1975 - Géza Anda – Chopin 14Waltzer

## 逸話
NHK交響楽団の正指揮者外山雄三と1967年9月30日に上野の東京文化会館にて共演している。曲目はバルトークのピアノ協奏曲第2番とチャイコフスキーのピアノ協奏曲第1番で、外山が演奏会を何とか終えて家に帰ると「ハロー、ゲザ・アンダ」という電話がかかってきた。悪戯かと疑ったものの、話を聞けば「バルトークの第1楽章の途中で私はミスを犯している。明日、オーケストラとお前の時間があれば是非にもう1度録音しなおしたい」と思い詰めた様子であったという。外山はこの時のことを「オケにも予定があるし、NHKにもその余裕がないだろう、と諦めさせるのに相当な時間を費やした。欧米の演奏家たちは演奏後に自分の演奏の欠点や弱点を他人にほとんど話すことがないのに、このときは珍しい例外であった」と述懐している。